# Maximilian Fleischwaren

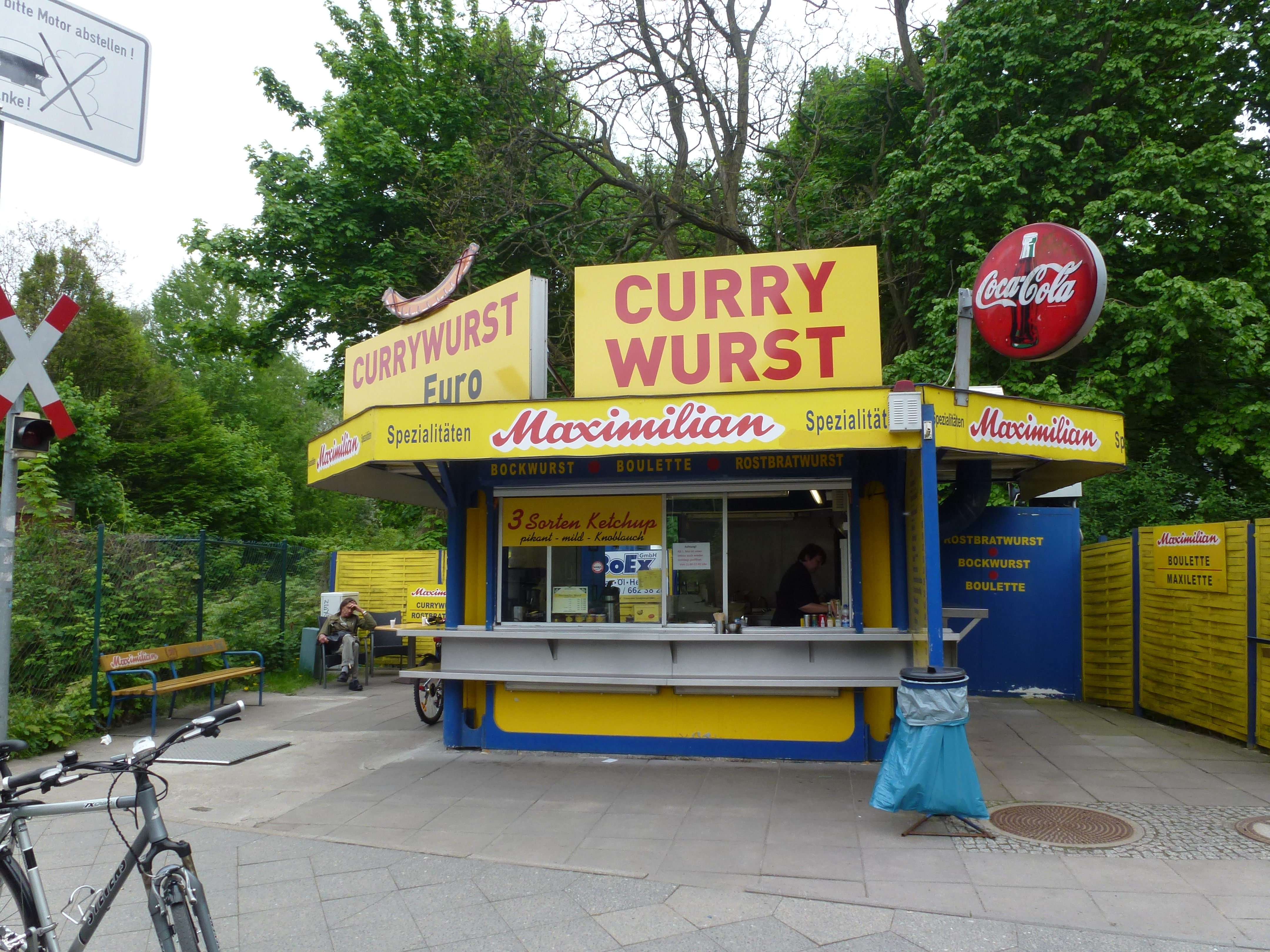
Maximilian in Berlin-Lichtenrade

Die Maximilian Fleischwaren GmbH ist ein Berliner Hersteller von Wurstwaren mit Sitz in der Juliusstraße Berliner Ortsteil Neukölln. Sie wurde 1949 in Berlin-Spandau gegründet und lieferte als erster Hersteller deutschlandweit eine Bratwurst ohne Darm. Diese bildete die Grundlage für das schnelle Bekanntwerden der Berliner Currywurst.

## Geschichte
Die Fleischer Maximilian Brückner und Frank Friedrich aus Berlin gründeten kurz nach dem Ende des Zweiten Weltkriegs unter dem Namen Maximilian Fleischwaren eine Fleischerei. Zur gleichen Zeit erprobte die Imbissstandbesitzerin Herta Heuwer in Berlin eine besondere Gewürzmischung für ihre verzehrbereiten Bratwürste. Brückner und Friedrich arbeiteten eng mit Herta Heuwer zusammen und fanden heraus, dass eine Wurst ohne Haut die als Currypulver bezeichnete Mischung am besten annahm. Sie stellten diese nun in ihrer Manufaktur her. Darüber hinaus verfeinerten beide Seiten das Currywurstrezept und vertrieben diese Wurst gemeinsam.
1985 wurde die „Fleischwaren Maximilian Vida Brückner GmbH“ gegründet, welche 2007 in „Fleischwaren Maximilian GmbH“ und 2009 in die heutige Bezeichnung „Maximilian Fleischwaren GmbH“ umbenannt wurde.
Heuwer und Maximilian konnten sich Jahrzehnte hinweg mit ihren Produkten am Markt halten. Bis 2008 befand sich das in Spandau, wo die Produktionsräume aber der gestiegenen Produktnachfrage nicht folgen konnten. In der Juliusstraße 18 in Neukölln boten sich günstige Bedingungen, sodass die Firma dorthin umzog. Im August 2014 kaufte der Fleischproduzent Die Rostocker drei Viertel der fast insolventen Firma auf, lässt aber an dem Konzept der handhergestellten Currywürste nichts ändern. In den neuen Räumen arbeiteten im Oktober 2015 14 Mitarbeiter.
In den 2010er Jahren beliefert das Unternehmen mehr als 100 Imbissstände und Restaurants, überwiegend im ehemaligen West-Berlin. Im Jahr 2014 traten zwei neue Geschäftsführer, Fleischermeister Wolfgang Schwarzer und Tobias Blömer, ihre Stelle hier an und kümmerten sich um eine technische Modernisierung und Verbesserung der wirtschaftlichen Situation.